# Zalmoxes
Zalmoxes (podle otroka Zalmoxa, patřícího Pythágorovi) byl rod býložravého ptakopánvého dinosaura, žijícího v období svrchní křídy (stupeň maastricht) na území Evropy (dnešní Rumunsko a možná také Rakousko). Pravděpodobně se jednalo o rabdodontidního iguanodonta (býložravého ornitopodního dinosaura), tedy zástupce kladu Rhabdodontomorpha.

## Historie a popis
Původní exemplář byl popsán již v roce 1899 F. Nopcsou jako typový druh Z. robustus, v roce 2003 byl pak popsán další druh jako Z. shqiperorum. První dosahoval délky zhruba mezi 2 a 3 metry, druhý pak až 4,5 metru. Hmotnost většího druhu se pohybovala kolem 350 kilogramů. Další materiál z Rakouska byl původně popsán jako Mochlodon suessi. Podobně mohl vypadat také český ornitopod Burianosaurus augustai, ačkoliv byl o 25 milionů let starší.

### Česká literatura
- SOCHA, Vladimír (2020). Pravěcí vládci Evropy. Kazda, Brno. ISBN 978-80-88316-75-6. (str. 79-81)